# バスケットボール女子マリ代表
バスケットボール女子マリ代表（Mali women's national basketball team）は、マリ共和国バスケットボール連盟による女子バスケットボールのナショナルチームである。

## 歴史
1968年の第2回アフリカ選手権で3位の成績を収める。
2007年に行われたアフリカ選手権では開催国セネガルを決勝で下し初優勝。北京オリンピック出場権も獲得した。

## 国際大会の成績
- オリンピック
  - 2008年　－　12位
- ワールドカップ（旧世界選手権）
  - 2010年　－　15位